# Manastyrek Ohladowski
Manastyrek Ohladowski (ukr. Монастирок-Оглядівський) – wieś na Ukrainie, w obwodzie lwowskim, w rejonie szeptyckim. Liczy 304 mieszkańców.
W II Rzeczypospolitej do 1934 roku wieś stanowiła samodzielną gminę jednostkową w powiecie radziechowskim w woj. tarnopolskim. W związku z reformą scaleniową została 1 sierpnia 1934 roku włączona do nowo utworzonej wiejskiej gminy zbiorowej Ohladów w tymże powiecie i województwie. Po wojnie wieś weszła w struktury administracyjne Związku Radzieckiego.
Do 2020 w rejonie radziechowskim.